# スナック喫茶エデン
『スナック喫茶エデン』（スナックきっさエデン）は、フジテレビで2012年10月21日から2013年3月24日まで毎月1回不定期の日曜24:25 - 25:25に放送された深夜音楽バラエティ番組。全6回

## 概要
- 毎回ゲストを迎え、芝居方式でトークを行い、ゲストが意外性のある歌唱を披露する新感覚の音楽バラエティ番組[1]。

台本がない上、大まかな人物設定のみが決められており、全て出演者同士のアドリブで番組は進行され、ライブ感の強い内容となっている。
- 芝居中は画面右下に常に「アドリブ芝居中」のテロップが出ており、CMならび場面が切り替わる際にも「台本無しのアドリブ物語」と言うテロップが出ている。
- 編成企画・浜野貴敏（フジテレビ編成部）いわく、「見たことないような音楽の番組」を意図してこの番組は企画された[3]。
- 小室哲哉にとっては初めてのバラエティ番組へのレギュラー出演となる[3]。

## あらすじ
スカイツリーにも程近い、東京都墨田区おしあげの駅前の路地裏にあるスナック喫茶「エデン」には、その雰囲気とは不釣り合いなステージがあり、歌を愛する人々が、自分の愛する歌を歌うために日々訪れる。

## 出演者

### レギュラー
リリーさん - リリー・フランキー
スナック喫茶「エデン」を父親から受け継ぎ、マスターを務める。昔は喫茶のみであったが、夜はスナックとして営業。店のことは娘に任せっきり。適当なキャラクターで、よく小さなウソをつく。妻とは離婚したが、お互いがみなみと暮らしたいという希望を持っており、みなみが22歳になる4月8日までに結婚していなかったら、妻と暮らすという条件でみなみを引き取った。
こむろさん - 小室哲哉
「エデン」の常連客。バブル景気のころは、何冊かヒット作を出したが、今は売れない小説家。昔の貯金と妻のパートの収入で何とか食いつないでいる。
すずき - 鈴木浩介
「エデン」の店員。弁護士志望であるが、司法試験に15年連続で不合格。不器用で仕事ができず、みなみに日々怒られており、なぎさが見つけてくる変な人の対応ばかり押しつけられる。過去に「おしあげ劇団」に2ヶ月だけ在籍していたことがあり、高校時代は演劇部に在籍していた。すずきと言う名前が多く在籍していたため「すずき3号」と呼ばれていた。
みなみ - 高橋みなみ（ノースリーブス）
マスターの娘で、「エデン」の看板娘。何もしない父に代わり、店を切り盛りするしっかり者。涙もろくて人情に厚い。おしあげ中学校出身。22歳になる4月8日の誕生日までに結婚していなかったら、母親と暮らすと言う事実を直前まで知らされず来たが、当初は拒否しエデンで一緒に住みたいと懇願したが、父がみなみが母親の元に戻った後は二度と会わないと言う約束と、店をたたむ決意をしたため、最終的には店を出ることを決心した。
なぎさ - 小嶋陽菜（ノースリーブス）
「エデン」の常連客。おしあげ駅前のキャバクラ「ペロリ」のナンバーワン。「なぎさ」は源氏名。おしあげキャバクラ界のアイドル的存在。最近、六本木に進出しようか悩んでいる。リリーさん曰く変な人ばかり見つけてくる。おしあげ第2中学校出身。最終回で、恋人・かっちゃんと結婚することになった。
みぃちゃん - 峯岸みなみ（ノースリーブス）
みなみの幼馴染。「エデン」近くの団地に住んでいるフリーター。エデンでアルバイトをしているが、ほとんど働かずカウンターでウーロン茶と柿の種を食べながら漫画を読んでおり、文句も多い。みなみと同じくおしあげ中学校出身。最終回で就職したがわずか2時間半で辞めてエデンにバイト復帰した。
釜田 - かまやつひろし
「釜田質店」の法被を着て路上でギターを掻き鳴らす謎の人物。毎回数秒のみの出演で、他のレギュラー出演者との絡みがない。

## 披露楽曲
| 回     | 放送日          | 歌手                                                                      | 披露曲                                      |
| ------ | --------------- | ------------------------------------------------------------------------- | ------------------------------------------- |
| 1      | 2012年 10月21日 | 小室哲哉                                                                  | チェッカーズ「夜明けのブレス」              |
| 1      | 2012年 10月21日 | 綾小路翔                                                                  | 工藤静香「慟哭」                            |
| 1      | 2012年 10月21日 | 池田鉄洋                                                                  | 安全地帯「ワインレッドの心」                |
| 1      | 2012年 10月21日 | BENI                                                                      | 斉藤和義「歌うたいのバラッド」              |
| 2      | 2012年 11月18日 | ナオト・インティライミ                                                    | 加藤和彦･北山修「あの素晴しい愛をもう一度」 |
| 2      | 2012年 11月18日 | 泉谷しげる                                                                | 石原裕次郎「夜霧よ今夜も有難う」            |
| 2      | 2012年 11月18日 | 鈴木浩介                                                                  | 童謡「サッちゃん」 森山良子「さとうきび畑」 |
| 2      | 2012年 11月18日 | 星野源                                                                    | 森進一「襟裳岬」                            |
| 2      | 2012年 11月18日 | ノースリーブス                                                            | ノースリーブス「キリギリス人」              |
| 3      | 2012年 12月9日  | 茂木健一郎                                                                | 尾崎豊「15の夜」                            |
| 3      | 2012年 12月9日  | 大橋トリオ                                                                | テレサ・テン「時の流れに身をまかせ」        |
| 3      | 2012年 12月9日  | 藤あや子                                                                  | 世良公則&ツイスト「銃爪」                   |
| 3      | 2012年 12月9日  | 勝村政信                                                                  | 水原弘「黄昏のビギン」                      |
| 3      | 2012年 12月9日  | ノースリーブス                                                            | ノースリーブス「キリギリス人」              |
| 4      | 2013年 1月20日  | 森山直太朗                                                                | 中島みゆき「糸」                            |
| 4      | 2013年 1月20日  | 柴田理恵                                                                  | 西田佐知子「東京ブルース」                  |
| 4      | 2013年 1月20日  | 堀内孝雄                                                                  | 研ナオコ「かもめはかもめ」                  |
| 4      | 2013年 1月20日  | ノースリーブス                                                            | ノースリーブス「キリギリス人」              |
| 5      | 2013年 2月10日  | 西川貴教                                                                  | 杉良太郎「すきま風」                        |
| 5      | 2013年 2月10日  | 戸田恵子                                                                  | 江利チエミ「家へおいでよ」                  |
| 5      | 2013年 2月10日  | 高橋克実                                                                  | 内山田洋とクール・ファイブ「噂の女」        |
| 5      | 2013年 2月10日  | ミッツ・マングローブ ギャランティーク和恵 メイリー・ムー (星屑スキャット) | 少年隊「君だけに」                          |
| 5      | 2013年 2月10日  | ノースリーブス                                                            | ノースリーブス「キリギリス人」              |
| 最終回 | 2013年 3月24日  | 峯岸みなみ                                                                | 一青窈「もらい泣き」                        |
| 最終回 | 2013年 3月24日  | 小嶋陽菜                                                                  | 安室奈美恵「CAN YOU CELEBRATE?」            |
| 最終回 | 2013年 3月24日  | 高橋みなみ                                                                | 相川七瀬「夢見る少女じゃいられない」        |
| 最終回 | 2013年 3月24日  | ノースリーブス                                                            | ノースリーブス「キリギリス人」              |

## スタッフ
- 企画：秋元康
- 構成：長谷川朝二、八代丈寛、大井達朗、大野ケイスケ
- 企画協力：日枝広道
- A&R：住田ひろ志
- 美術制作：三竹寛典
- 美術進行：鈴木真吾
- アートディレクター：鈴木賢太
- デザイナー：安倍彩
- 大道具：松本達也
- アクリル装飾：斎藤祐介
- 電飾：平野正英
- 装飾：門間誠
- 植木装飾：後藤健
- 視覚効果：中溝雅彦
- 楽器：黒田輝
- 衣装：浅見彰
- 持道具：今関悠
- メイク：水落万里子
- アートコーディネーター：山崎典子
- CGデザイン：木本禎子
- CGタイトル：笠島久嗣
- TD：勝村信之
- CAM：上田容一郎
- VE；小川栄治(#1-3・5)、南雲幸平(#4)
- AUD：鹿又健一
- PA：佐々木洋
- LD：小林敦洋(#1)、北澤正樹(#2-5)
- 編集：大目象一(#1)、佐々木勝成(#2-5)
- MA：柳智隆
- 音響効果：長澤佑樹
- TK：松下絵里(#1・5)、水越理恵(#2-4)
- 広報：瀬田裕幸
- デスク：古賀美由紀
- 協力：八峯テレビ、FLT、サンフォニックス、ハーフトーンミュージック、フジアール、マルチバックス、4woods(#3-5)
- 制作協力：D:COMPLEX
- 編成：濱野貴敏
- AP：吉筋公美
- FD：萩原啓太(#1)、井口泰志(#2・3・5)、森賢太郎(#4)
- プロデューサー：朝妻一、河本晃典、永盛健之、大川泰
- チーフプロデューサー：黒木彰一
- ディレクター：松永健太郎
- 演出：三木康一郎
- 制作著作：フジテレビ

## 主題歌
- ノースリーブス「キリギリス人」

## ネット局
| 放送対象地域   | 放送局                   | 系列                                         | 放送日時                        | 放送期間         | 備考       |
| -------------- | ------------------------ | -------------------------------------------- | ------------------------------- | ---------------- | ---------- |
| 関東広域圏     | フジテレビ (CX)          | フジテレビ系列                               | 毎月1回不定期日曜 24:25 - 25:25 | 2012年10月21日 - | 制作局     |
| 北海道         | 北海道文化放送 (UHB)     | フジテレビ系列                               | 毎月1回不定期日曜 24:25 - 25:25 | 2012年10月21日 - | 同時ネット |
| 岩手県         | 岩手めんこいテレビ (MIT) | フジテレビ系列                               | 毎月1回不定期日曜 24:25 - 25:25 | 2012年10月21日 - | 同時ネット |
| 宮城県         | 仙台放送 (OX)            | フジテレビ系列                               | 毎月1回不定期日曜 24:25 - 25:25 | 2012年10月21日 - | 同時ネット |
| 秋田県         | 秋田テレビ (AKT)         | フジテレビ系列                               | 毎月1回不定期日曜 24:25 - 25:25 | 2012年10月21日 - | 同時ネット |
| 山形県         | さくらんぼテレビ (SAY)   | フジテレビ系列                               | 毎月1回不定期日曜 24:25 - 25:25 | 2012年10月21日 - | 同時ネット |
| 福島県         | 福島テレビ (FTV)         | フジテレビ系列                               | 毎月1回不定期日曜 24:25 - 25:25 | 2012年10月21日 - | 同時ネット |
| 新潟県         | 新潟総合テレビ (NST)     | フジテレビ系列                               | 毎月1回不定期日曜 24:25 - 25:25 | 2012年10月21日 - | 同時ネット |
| 長野県         | 長野放送 (NBS)           | フジテレビ系列                               | 毎月1回不定期日曜 24:25 - 25:25 | 2012年10月21日 - | 同時ネット |
| 静岡県         | テレビ静岡 (SUT)         | フジテレビ系列                               | 毎月1回不定期日曜 24:25 - 25:25 | 2012年10月21日 - | 同時ネット |
| 富山県         | 富山テレビ (BBT)         | フジテレビ系列                               | 毎月1回不定期日曜 24:25 - 25:25 | 2012年10月21日 - | 同時ネット |
| 石川県         | 石川テレビ (ITC)         | フジテレビ系列                               | 毎月1回不定期日曜 24:25 - 25:25 | 2012年10月21日 - | 同時ネット |
| 福井県         | 福井テレビ (FTB)         | フジテレビ系列                               | 毎月1回不定期日曜 24:25 - 25:25 | 2012年10月21日 - | 同時ネット |
| 中京広域圏     | 東海テレビ (THK)         | フジテレビ系列                               | 毎月1回不定期日曜 24:25 - 25:25 | 2012年10月21日 - | 同時ネット |
| 近畿広域圏     | 関西テレビ (KTV)         | フジテレビ系列                               | 毎月1回不定期日曜 24:25 - 25:25 | 2012年10月21日 - | 同時ネット |
| 島根県・鳥取県 | 山陰中央テレビ (TSK)     | フジテレビ系列                               | 毎月1回不定期日曜 24:25 - 25:25 | 2012年10月21日 - | 同時ネット |
| 岡山県・香川県 | 岡山放送 (OHK)           | フジテレビ系列                               | 毎月1回不定期日曜 24:25 - 25:25 | 2012年10月21日 - | 同時ネット |
| 広島県         | テレビ新広島 (TSS)       | フジテレビ系列                               | 毎月1回不定期日曜 24:25 - 25:25 | 2012年10月21日 - | 同時ネット |
| 愛媛県         | テレビ愛媛 (EBC)         | フジテレビ系列                               | 毎月1回不定期日曜 24:25 - 25:25 | 2012年10月21日 - | 同時ネット |
| 高知県         | 高知さんさんテレビ (KSS) | フジテレビ系列                               | 毎月1回不定期日曜 24:25 - 25:25 | 2012年10月21日 - | 同時ネット |
| 福岡県         | テレビ西日本 (TNC)       | フジテレビ系列                               | 毎月1回不定期日曜 24:25 - 25:25 | 2012年10月21日 - | 同時ネット |
| 佐賀県         | サガテレビ (STS)         | フジテレビ系列                               | 毎月1回不定期日曜 24:25 - 25:25 | 2012年10月21日 - | 同時ネット |
| 長崎県         | テレビ長崎 (KTN)         | フジテレビ系列                               | 毎月1回不定期日曜 24:25 - 25:25 | 2012年10月21日 - | 同時ネット |
| 熊本県         | テレビくまもと (TKU)     | フジテレビ系列                               | 毎月1回不定期日曜 24:25 - 25:25 | 2012年10月21日 - | 同時ネット |
| 鹿児島県       | 鹿児島テレビ (KTS)       | フジテレビ系列                               | 毎月1回不定期日曜 24:25 - 25:25 | 2012年10月21日 - | 同時ネット |
| 沖縄県         | 沖縄テレビ (OTV)         | フジテレビ系列                               | 毎月1回不定期日曜 24:25 - 25:25 | 2012年10月21日 - | 同時ネット |
| 大分県         | テレビ大分 (TOS)         | フジテレビ系列 日本テレビ系列                | 毎月1回不定期日曜 24:50 - 25:50 | 2012年10月23日 - | 25分遅れ   |
| 宮崎県         | テレビ宮崎 (UMK)         | フジテレビ系列 日本テレビ系列 テレビ朝日系列 | 毎月1回不定期日曜 24:50 - 25:50 | 2012年10月23日 - | 25分遅れ   |

備考
- TOSとUMKでは、2013年1月から放送日時を変更。2012年12月までは、両局とも2日遅れで毎月1回不定期火曜 24:53 - 25:53に放送されていた。